# Harry von Arnim (Diplomat)

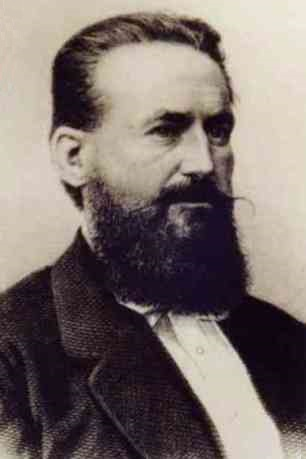
Harry von Arnim

Harry Karl Kurt Eduard von Arnim-Suckow, ab 1870 Graf von Arnim-Suckow (* 3. Oktober 1824 in Moitzelfitz, Kreis Fürstenthum, Königreich Preußen; † 19. Mai 1881 in Nizza, Frankreich) war ein preußischer Diplomat.

## Leben

### Herkunft
Er entstammte der uckermärkischen Familie von Arnim. Seine Eltern waren Christian Ernst von Arnim (1792–1842) und dessen Ehefrau Auguste von Blankenburg (1795–1849). Sein Onkel war der Politiker Heinrich Alexander von Arnim (1798–1861).

### Familie
Er heiratete am 28. Dezember 1846 Elise von Prillwitz (* 23. Juni 1827 in Berlin; † 22. Dezember 1854 in Rom), die Tochter von Auguste von Prillwitz. Das Paar hatte einen Sohn:
- Henning August (* 21. April 1851; † 20. August 1910)

⚭  Anna von Törring-Jettenbach (* 11. Oktober 1863; † 26. Februar 1888)
⚭ 1891 Mary Annette Beauchamp
Nach ihrem Tod heiratete er am 21. April 1857 in Berlin Sophie Adelheid von Arnim-Boitzenburg (1836–1918), eine Tochter des Grafen Adolf Heinrich von Arnim-Boitzenburg. Das Paar hatte drei Töchter, darunter:
- Elise Adolphine (* 16. März 1858; † 16. Januar 1874)
- Margarethe (* 9. Dezember 1859; † 2. Mai 1940) ⚭ Bernd von Arnim
- Caroline Mathilde (* 30. Dezember 1865; † 18. Juli 1898) ⚭ Clemens Adolf von Einsiedel (* 29. Oktober 1853; † 1. März 1917)

Arnim wurde am 28. Juli 1870 in Berlin in den preußischen Grafenstand nach dem Recht der Erstgeburt (Primogenitur) erhoben.

### Diplomatische Laufbahn
Arnim war seit 1864 als preußischer Gesandter, seit 1866 als
Gesandter des Norddeutschen Bundes beim Heiligen Stuhl. Damals begann der Kulturkampf. Arnim handelte nach dem Deutsch-Französischen Krieg zusammen mit Bismarck den Frieden von Frankfurt aus (10. Mai 1871). Im Jahr 1872 war er deutscher Botschafter in Paris. Als solcher geriet er bald in einen Konflikt mit Bismarck um die künftige Staatsform Frankreichs: während Bismarck eine Republik bevorzugte, um Frankreich für die Monarchien Europas bündnisunfähig zu machen und damit zu isolieren, wollte Arnim eine Monarchie errichten. Maßgeblich trug er zum Sturz von Präsident Adolphe Thiers (1797–1877) im Mai 1873 bei, indem er den monarchistischen Kräften deutsche Unterstützung versprach.
Da Arnim den Altkonservativen nahestand, für eine Entschärfung des Kulturkampfs eintrat und angeblich nach dem Amt des Reichskanzlers strebte, brach 1873 der Konflikt mit Reichskanzler Bismarck offen aus. Anfang 1874 setzte Bismarck die Abberufung Arnims aus Paris durch. Dieser eröffnete seinerseits eine Pressekampagne gegen Bismarck und nahm Unterlagen aus der Botschaft mit, um weiter gegen seinen Widersacher zu kämpfen. Dies ermöglichte es Bismarck, ein sensationelles Strafverfahren gegen Arnim zu eröffnen, weil dieser diplomatische Aktenstücke veruntreut habe. Schließlich wurde er zu neun Monaten Gefängnisstrafe verurteilt. Nach ihm ist der „Arnim-Paragraph“ (§ 353a StGB) benannt, der den Vertrauensbruch im auswärtigen Dienst mit Strafe bedroht.

### Späte Jahre
Arnim floh vor der Verhaftung ins Ausland und setzte von dort seinen publizistischen Kampf gegen Bismarck fort, worauf er in Abwesenheit wegen Landesverrats zu fünf Jahren Zuchthaus verurteilt wurde. Danach trat er nicht mehr in der Öffentlichkeit auf.
Um 1843 kaufte er vom Prinzen August von Preußen das Schloss Schlagenthin und baute es später zu seiner heutigen Gestalt um.
Er starb 1881 in Frankreich im Alter von 56 Jahren.

## Todesanzeige und Grabrede

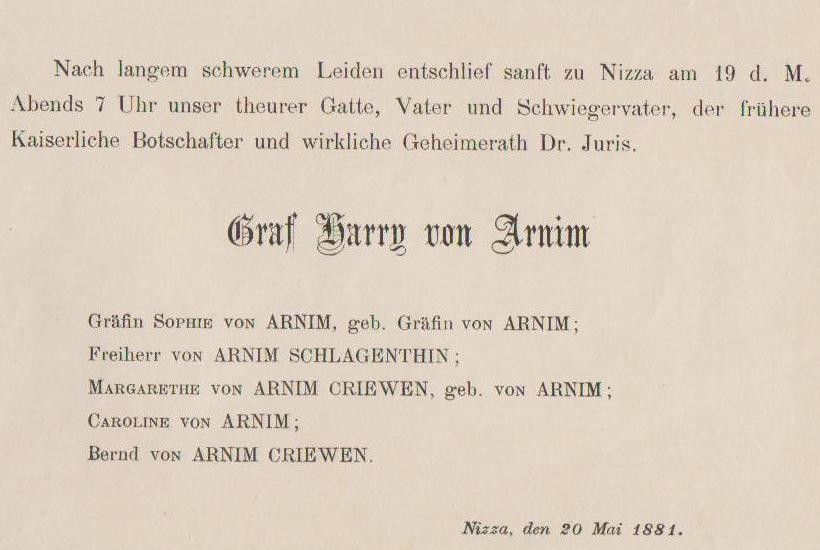
Todesanzeige, Nizza (20. Mai 1881)

- Todesanzeige für Graf Harry von Arnim. Nizza, den 20. Mai 1881, als Brief an Pastor Heußinger in Schlagenthin gesandt.[2]

- Aufgruß bei Gelegenheit der Beisetzung seiner Excellenz Wirklicher Geheimer Rath Dr. juris Graf Harry von Arnim. Gehalten von Pastor Heinrich August Heußinger am 8. Juni 1881 in der Grabkapelle am Berge bei Schlagenthin. Manuskript, 12 Seiten.